# Powiat Opawa
Powiat Opawa (czes. Okres Opava) – powiat w Czechach, w kraju morawsko-śląskim. Jego siedziba znajduje się w Opawie. Powierzchnia powiatu wynosi 1 113,11 km², zamieszkuje go 179 152 osób (gęstość zaludnienia wynosi 160,95 mieszkańców na 1 km²). Powiat ten liczy 77 miejscowości, w tym 7 miast.
Od 1 stycznia 2003 powiaty nie są już jednostką podziału administracyjnego Czech. Podział na powiaty zachowały jednak sądy, policja i niektóre inne urzędy państwowe. Został on również zachowany dla celów statystycznych.

## Miejscowości powiatu Opawa

Podział administracyjny powiatu

Podział na gminy z rozszerzonymi uprawnieniami

Pogrubioną czcionką wyróżniono miasta: 

Bělá •  Bohuslavice •  Bolatice •  Branka u Opavy •  Bratříkovice •  Brumovice •  Březová •  Budišov nad Budišovkou •  Budišovice •  Chlebičov •  Chuchelná •  Chvalíkovice • Čermná ve Slezsku •  Darkovice •  Děhylov •  Dobroslavice •  Dolní Benešov •  Dolní Životice •  Háj ve Slezsku •  Hať •  Hlavnice •  Hlubočec •  Hlučín •  Hněvošice •  Holasovice •  Hrabyně •  Hradec nad Moravicí •  Jakartovice •  Jezdkovice •  Kobeřice •  Kozmice •  Kravaře •  Kružberk •  Kyjovice •  Lhotka u Litultovic •  Litultovice •  Ludgeřovice •  Markvartovice •  Melč •  Mikolajice •  Mladecko •  Mokré Lazce •  Moravice •  Neplachovice •  Nové Lublice •  Nové Sedlice •  Oldřišov •  Opava •  Otice •  Píšť •  Pustá Polom •  Radkov •  Raduň •  Rohov •  Skřipov •  Slavkov •  Služovice •  Sosnová •  Staré Těchanovice •  Stěbořice •  Strahovice •  Sudice •  Svatoňovice •  Šilheřovice •  Štáblovice •  Štěpánkovice •  Štítina •  Těškovice •  Třebom •  Uhlířov •  Velké Heraltice •  Velké Hoštice •  Větřkovice •  Vítkov •  Vršovice •  Vřesina •  Závada

### Zmiana granic powiatu
Do 31 grudnia 2006 w powiecie Opava znajdowały się również poniższe miejscowości:
- Čavisov – obecnie powiat Ostrawa-miasto
- Dolní Lhota – obecnie powiat Ostrawa-miasto
- Horní Lhota – obecnie powiat Ostrawa-miasto
- Velká Polom – obecnie powiat Ostrawa-miasto

## Struktura powierzchni
Według danych z 31 grudnia 2003 powiat miał obszar 1 126,12 km², w tym:
- użytki rolne - 62,24%, w tym 82,26% gruntów ornych
- inne - 37,76%, w tym 73,42% lasów
- liczba gospodarstw rolnych: 605

## Demografia
Dane z 31 grudnia 2003:
| Opis        | Ogółem  | Kobiety       | Mężczyźni     |
| ----------- | ------- | ------------- | ------------- |
| populacja   | 180 573 | 92 480 51,21% | 88 093 48,79% |
| średni wiek | 38,5    | 40,32         | 37,23         |

- gęstość zaludnienia: 160,37 mieszk./km²
- 55,46% ludności powiatu mieszka w miastach.

## Zatrudnienie
| Mieszkańcy ze stałym zatrudnieniem | 38 329       |
| Średnia pensja miesięczna          | 14 373 koron |
| Bezrobotni                         | 11 395       |
| Stopa bezrobocia                   | 12,15%       |

## Szkolnictwo
W powiecie Opawa działają:
| Rodzaj szkoły                   | Liczba szkół |
| ------------------------------- | ------------ |
| Przedszkola                     | 91           |
| Szkoły podstawowe               | 80           |
| Gimnazja                        | 4            |
| Szkoły średnie techniczne       | 12           |
| Szkoły średnie ogólnokształcące | 8            |
| Szkoły wyższe                   | 1            |

## Służba zdrowia
| Lekarze                               | 559 |
| Szpitale                              | 2   |
| Specjalistyczne ośrodki terapeutyczne | 5   |
| Gabinety dentystyczne                 | 85  |
| Apteki                                | 27  |